# Aninișu din Deal
Aninișu din Deal – wieś w Rumunii, w okręgu Gorj, w gminie Crasna. W 2011 roku liczyła 279 mieszkańców.